# スザンヌ・ランガー
スザンヌ・キャタリーナ・ランガー (Susanne Katherina Langer, S.K.ランガー, 旧姓ノート (Knauth), 1895年12月20日 - 1985年7月17日) は、アメリカ合衆国の哲学者・論理学者・美学者。20世紀中期アメリカ美学の中心人物。同時代のカッシーラー、ホワイトヘッド、ウィトゲンシュタインらの影響を受けつつ、言語・シンボル（象徴）・芸術・感情・心について独自の思想を構築した。著書に『シンボルの哲学』『感情と形式』など。

## 生涯
1895年、ドイツからマンハッタンに移住したノート夫妻のもとに生まれる。そのようなルーツから、英語だけでなくドイツ語にも堪能であり、10代の間にカントを原語で読んでいた。また、弁護士兼音楽家の父親の影響で、幼少からチェロを演奏し音楽に親しんでいた。
1916年、ラドクリフ・カレッジ（ハーバード大学が女子の入学を認めていなかった時代の提携女子大学）に入学し、論理学者ヘンリー・シェファー（シェファーの棒で知られる）のもとで当時最新の形式論理学・記号論理学を専攻する。
1920年、同校大学院に進学。1921年、ハーバードの歴史学の院生だったウィリアム・ランガーと結婚する。同年、ウィリアムのウィーン大学留学に同伴してウィーンに赴く。同地では、ゲシュタルト心理学者兼言語哲学者のカール・ビューラーの講義を聴講するなどし、ドイツ哲学を積極的に吸収する。帰国後、その成果を活かしてハルトマンについての修士論文を書く。
1924年、博士課程に進学すると、同年にハーバードに赴任したばかりのホワイトヘッドのもとで『プリンキピア・マテマティカ』にかんする博士論文を執筆する。しかし当時のホワイトヘッドはプロセス哲学に関心を移している最中だったため、論文指導は無きに等しかったという。とはいえ不仲だったというわけではなく、スザンヌが著書を出した際は献辞と賛辞を寄せ合っており、ホワイトヘッドから思想的影響を受けたことも自認している。
1926年、Ph.D.を取得、翌1927年から母校ラドクリフ・カレッジで教員を務める。
1942年、同校から異動すると同時に、主著『シンボルの哲学』を刊行、ウィリアムと離婚する。以後1962年までの間、デラウェア大学、コロンビア大学、コネチカット・カレッジを歴任、その他多くの大学で講義する。1960年にはアメリカ芸術科学アカデミーフェローに選出される。
1985年、コネチカットの自宅にて逝去、享年89歳。

## 思想
思想変遷として、初期は論理哲学を、中期（1942年『シンボルの哲学』以降）はシンボル・芸術・科学・文化を、後期（1967年『Mind』三部作以降）は感情・心を主に論じた。
『シンボルの哲学』では、芸術記号論（芸術意味論）を展開した。具体的には、記号 (sign) とシンボル (symbol) の区別、論述的シンボル (discursive symbol) と現示的シンボル (presentational symbol) の区別を提唱し、それにより神話や祭祀、音楽などの芸術を分析した。

## 影響

### 影響を受けた人物
カッシーラーの『シンボル形式の哲学』（1923年-1929年）を英訳前に原語で読み、『言語と神話』（1925年）に対しては英訳を手掛けている。1940年代初頭に晩年のカッシーラーが渡米すると、直接会って親交し、『シンボル形式の哲学』第4部の共著案を温めた。1945年にカッシーラーが死去すると、遺志を継いで『感情と形式』を執筆し献辞した。
ホワイトヘッドのプロセス哲学に関しては、術語は用いないものの、思想的には近い。
ウィトゲンシュタインの『論理哲学論考』（1921年）が出ると、同時代のウィーン学団と近い解釈のもと積極的に受容した。
パースやC.W.モリスのアメリカ記号論（セミオティクス）の系譜に連なる。

### 影響を与えた人物
ランガーの著作は様々な分野で参照されている。例えば、アブラハム・マズロー『人間性の心理学 モチベーションとパーソナリティ』（1954年）、ケヴィン・リンチ『都市のイメージ』（1960年）、ウィリアム・J・J・ゴードン『Synectics』（1961年）、クリフォード・ギアツ『文化の解釈学』（1973年）、エレン・ディサナヤケ『Homo Aestheticus』（1992年）、ジャネット・マレー『Hamlet on the Holodeck』（1997年）などで参照されている。
ネルソン・グッドマン『芸術の言語』は、ランガーを参照していないものの、実質的にはランガーを批判対象として書かれている。

## 分析哲学との関わり
1926年、ホワイトヘッドの勧めで、分析哲学の主要雑誌『Mind』にラッセルのタイプ理論への批判を寄稿している。1939年、ハーバードで第5回「統一科学国際会議」が開催されると、クワインらとともに参加している。しかしその後は分析哲学から距離をとり、言語よりも感情・心を論じた。

## 著作
著書
- The Cruise of the Little Dipper, and Other Fairy Tales (1924 illustrated by Helen Sewall)
- The Practice of Philosophy (1930, foreword by Alfred North Whitehead)
- An Introduction to Symbolic Logic (1937), ISBN 978-0-486-60164-9
- Philosophy in a New Key: A Study in the Symbolism of Reason, Rite, and Art (1942), ISBN 978-0-674-66503-3（原題に即した訳は『新しい基調の哲学』[26]）
  - S.K.ランガー著、矢野萬里・池上保太・貴志謙二・近藤洋逸訳『シンボルの哲学』岩波書店、1960年〈岩波現代叢書〉。ISBN 9784000009812。
  - S.K.ランガー著 著、塚本明子 訳『シンボルの哲学  理性、祭礼、芸術のシンボル試論』岩波書店〈岩波文庫〉、2020年。ISBN 9784003860151。（原著第3版の訳）
- Feeling and Form: A Theory of Art (1953)
  - S.K.ランガー著、大久保直幹ほか訳『感情と形式』太陽社、2分冊版: 1970年-1971年。1冊版: 1999年、ISBN 9784884680176。
- Problems of Art: Ten Philosophical Lectures, 1957
  - S.K.ランガー著、池上保太・矢野萬里訳『芸術とは何か』岩波書店〈岩波新書〉、1967年。ISBN 9784004140504。
- Reflections on Art (1961) (editor)
- Philosophical Sketches (1962), ISBN 978-1-4351-0763-2
  - S.K.ランガー著、塚本利明・星野徹訳『哲学的素描』法政大学出版局〈叢書ウニベルシタス〉、1974年。ISBN 978-4-588-00059-1。
- Mind: An Essay on Human Feeling, three volumes (1967, 1972, and 1982)

訳書
- Language and Myth (1946), translator, from Sprache und Mythos (1925) by Ernst Cassirer, ISBN 978-0-486-20051-4

その他
- “Confusion of Symbols and Confusion of Logical Types”, Mind, 35, (1926), pp. 222–229
- “Form and Content: A Study in Paradox”, Journal of Philosophy, 23, (1926), pp. 435–438
- “A Logical Study of Verbs”, Journal of Philosophy, 24, (1927), pp. 120–129
- “The Treadmill of Systematic Doubt”, Journal of Philosophy, 26, (1929), pp. 379–384
- “Facts: The Logical Perspectives of the World”, Journal of Philosophy, 30, (1933), pp. 178–187
- “On a Fallacy in 'Scientific Fatalism'”, International Journal of Ethics, 46, (1936), pp. 473–483
- “The Lord of Creation”, Fortune, 29, (January 1944), pp. 127–154
- “Why Philosophy?”, Saturday Evening Post, 234, (13 May 1961), pp. 34–35, 54, 56
- “Henry M. Sheffer”, Philosophy and Phenomenological Research, 25, (1964), pp. 305–307